# Hallowed Be Thy Name (Lake, Sinfield)

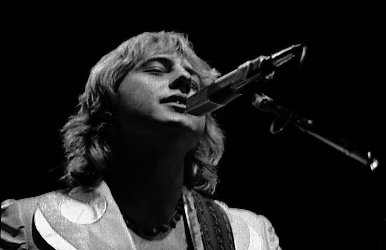
Greg Lake

Hallowed Be Thy Name è un brano musicale composto e interpretato dall'artista britannico Greg Lake (noto come voce degli Emerson, Lake & Palmer); il testo è opera di Peter Sinfield.

## Descrizione
Il brano, contenuto nel doppio album Works Volume 1 del 1977, è stato pubblicato anche come singolo in due edizioni differenti, con A-side l'uno diverso dall'altro, nel corso dell'anno stesso.
L'edizione francese del singolo contiene, come A-side, il brano C'est La Vie – anch'esso, contenuto in Works Volume 1 e scritto da Greg Lake (musica) e Peter Sinfield (testo) – in cui Lake suona la chitarra acustica e, come in Hallowed Be Thy Name, utilizza l'orchestra (in questo caso si tratta dell'Orchestre de l'Opéra national de Paris, diretta da Godfrey Salmon).
L'A-side dell'edizione britannica è, invece, il brano Watching Over You estratto dall'album Works Volume 2 (sempre di quell'anno).

## Tracce
Testi di Peter Sinfield, musiche di Greg Lake; edizioni musicali Palm Beach Internacional Recordings Ltd.
 Singolo 7" (Atlantic – 10.955, maggio 1977)
Lato A
1. C'est La Vie – 4:20

Lato B
1. Hallowed Be Thy Name – 4:38

 Singolo 7"(Atlantic – K 11061, gennaio 1978)
Lato A
1. Watching Over You – 3:58

Lato B
1. Hallowed Be Thy Name – 4:38

## Musicisti

### Accreditati
- Greg Lake – basso, voce
- Orchestre de l'Opéra national de Paris – diretta da Godfrey Salmon

### Non accreditati
- Keith Emerson – pianoforte
- Carl Palmer – batteria